# Готфрид, Денис Рудольфович
Дени́с Рудо́льфович Го́тфрид (укр. Денис Рудольфович Готфрід; 5 февраля 1975, Магнитогорск, СССР) — украинский тяжелоатлет, бронзовый призёр летних Олимпийских игр 1996 года, двукратный чемпион мира и Европы.

## Спортивная биография
Денис Готфрид родился в России в городе Магнитогорск. Как штангист состоялся в Луганске, куда переехал и стал тренироваться после неудачной попытки в Москве. Набрав приличную спортивную форму Денис стал выступать за сборную Украины. Его тренером был Михаил Маркович Мацёха. На международном уровне Готфрид начал выступать с 1993 года. В 1995 году украинский тяжелоатлет завоевал свою первую взрослую медаль, став вторым на чемпионате Европы в Варшаве.
В 1996 году Денис, под руководством тренера Калинина Николая Алексеевича, дебютировал на летних Олимпийских играх в Атланте. После рывка Готфрид неожиданно вышел на первое место (совместно с казахстанским тяжелоатлетом Анатолием Храпатым), однако, в толчке украинец не смог показать высокого результата и остался третьим, завоевав бронзовую медаль. После игр результаты Готфрида пошли вверх и за последующие три года он дважды стал чемпионом Европы, а в 1999 году завоевал золото чемпионата мира в Афинах.
В 2000 году на летних Олимпийских играх в Сиднее Готфрид считался одним из главных фаворитов в борьбе за золото в категории до 105 кг. После рывка Денис занимал второе место, отставая от лидера всего на 2,5 кг. Но в толчке Готфрид неожиданно не смог ни в одной из трёх попыток взять заявленный вес и выбыл из борьбы за медали.
Последней крупной наградой в карьере Готфрида стало золото на чемпионате мира 2002 года в Варшаве. В 2003 году из-за многочисленных травм Денис Готфрид был вынужден завершить свою спортивную карьеру.
Возглавлял женскую сборную Украины по тяжёлой атлетике, в настоящее время главный тренер спортивной команды внутренних войск МВД, подполковник.

### Личная жизнь
- Первая супруга — Светлана Лисянская (род. 1970), пятикратная чемпионка мира по самбо[2].
  - Сыновья — Отто, Рихард и Дитрих[3].
- Вторая супруга — Анастасия Готфрид (Романова) (род. 1996), чемпионка Европы и мира по тяжёлой атлетике.

### Награды
- Почётный знак отличия Президента Украины (07.08.1996)[4]